# Chrysoprasis variabilis
Chrysoprasis variabilis är en skalbaggsart som beskrevs av Dmytro Zajciw 1958. Chrysoprasis variabilis ingår i släktet Chrysoprasis och familjen långhorningar. Inga underarter finns listade i Catalogue of Life.